# هوغو مارتينيز (ضابط شرطة)
هوغو مارتينيز (بالإسبانية: Hugo Martinez)‏ هو ضابط شرطة كولومبي، ولد في 1941.